# Une locataire idéale
Pour plus de détails, voir Fiche technique et Distribution.
Une locataire idéale (Stranger in My House) est un téléfilm américain réalisé par Joe Cacaci et diffusé en 1999 à la télévision.

## Synopsis
Depuis que sa fille et son ex-mari n'habitent plus avec elle, Patti Young vit seule. Pour combattre la solitude et partager les dépenses ménagères, elle décide de trouver une locataire. Quand une jeune étudiante se présente, Patti suit les conseils de son ex-mari pour s'assurer qu'elle est une colocataire idéale. Elle n'imagine pas que la jeune fille qui va partager son appartement est perturbée et sans scrupules et qu'elle va lui faire vivre un véritable cauchemar.

## Fiche technique
- Scénario : Christine Berardo
- Durée : 94 min
- Pays :  États-Unis
- genre : Thriller

## Distribution
- Lindsay Crouse (VF : Béatrice Delfe) : Patti Young
- Zoe McLellan (VF : Dominique Westberg) : Lara Lewis
- Dan Lauria : Dennis
- Jay Thomas : Ray Young
- Jay Paulson (VF : Sébastien Desjours) : Alan
- Paige Moss : Jill Young
- Eddie Jones : Juge Prestwich
- Brian Smiar : Barry Simpson
- Karen Ludwig : Annette
- José Angel Santana : Steve
- Jack Wallace : Chef Lewis
- Lionel Mark Smith : Sergent Davis
- Donzaleigh Abernathy : Infirmière
- John Cragen : Officier Greene
- Barry Neikrug : Homme dans le car
- Theresa Burkhart : Réceptionniste
- Meeghan Holaway : Banquière
- Celeste Henderson : Femme dans le magasin de vêtements
- Dennis Cockrum (VF : Vincent Violette) : Frank
- Kelly Maguire :

 Source et légende : version française (VF) sur RS Doublage et selon le carton du doublage français télévisuel.